# Premio Pulitzer 1951
Quella del 1951 fu la trentacinquesima assegnazione dei Premi Pulitzer e vide il conferimento di undici premi in tredici categorie, sette relative al mondo del giornalismo e sei relative al mondo della letteratura, della drammaturgia e della musica, a cui furono aggiunte due menzioni speciali nel campo del giornalismo.
In quest'edizione, la giuria fu composta da 15 membri, tra cui il presidente della Columbia University, Grayson Kirk, e fu presieduta da Joseph Pulitzer, redattore del St. Louis Post-Dispatch nonché omonimo figlio del fondatore dei premi Pulitzer, Joseph Pulitzer.

## Giornalismo
- Pubblico servizio:

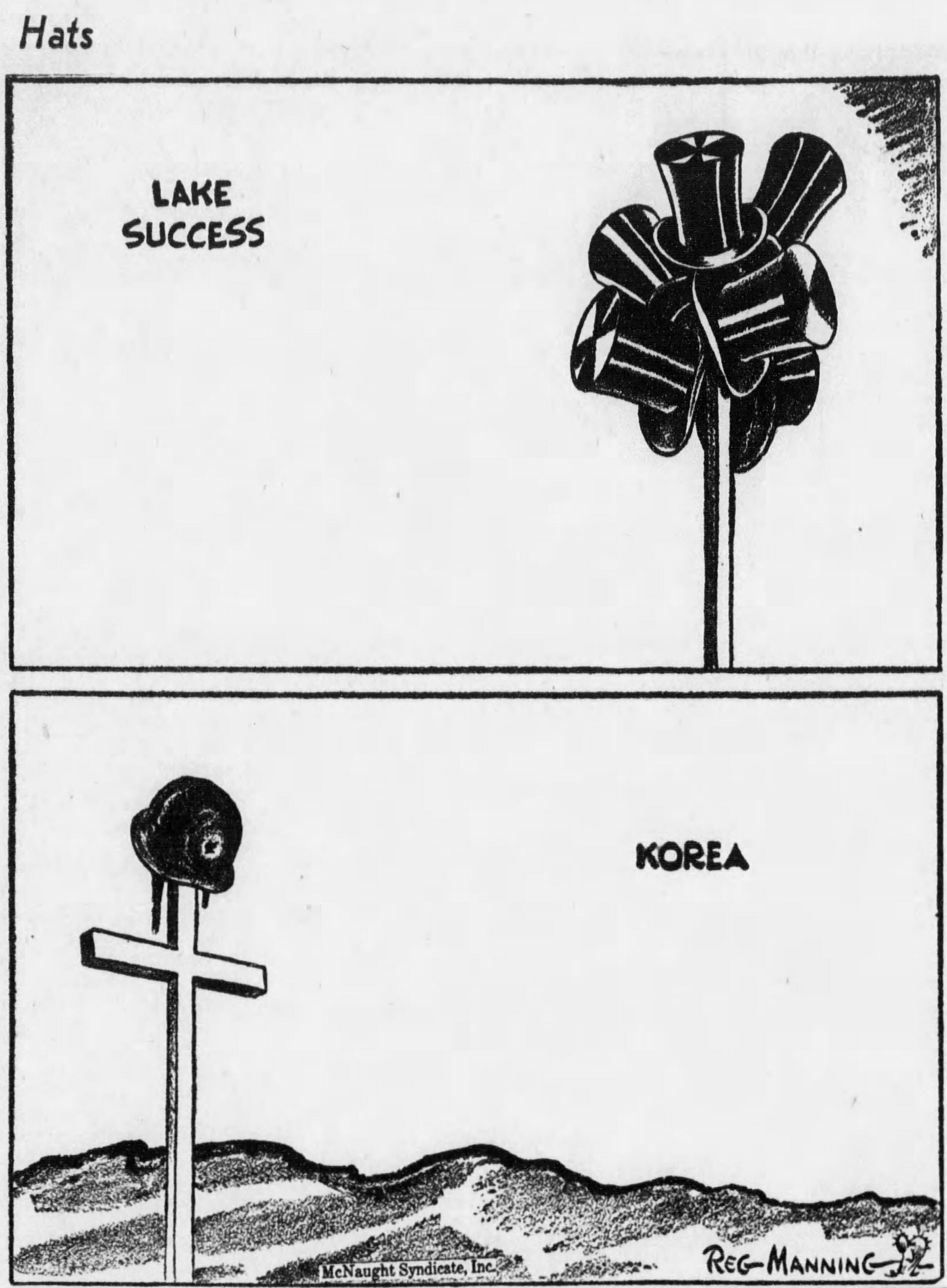
Hats, vincitrice del premio per la miglior vignetta editoriale

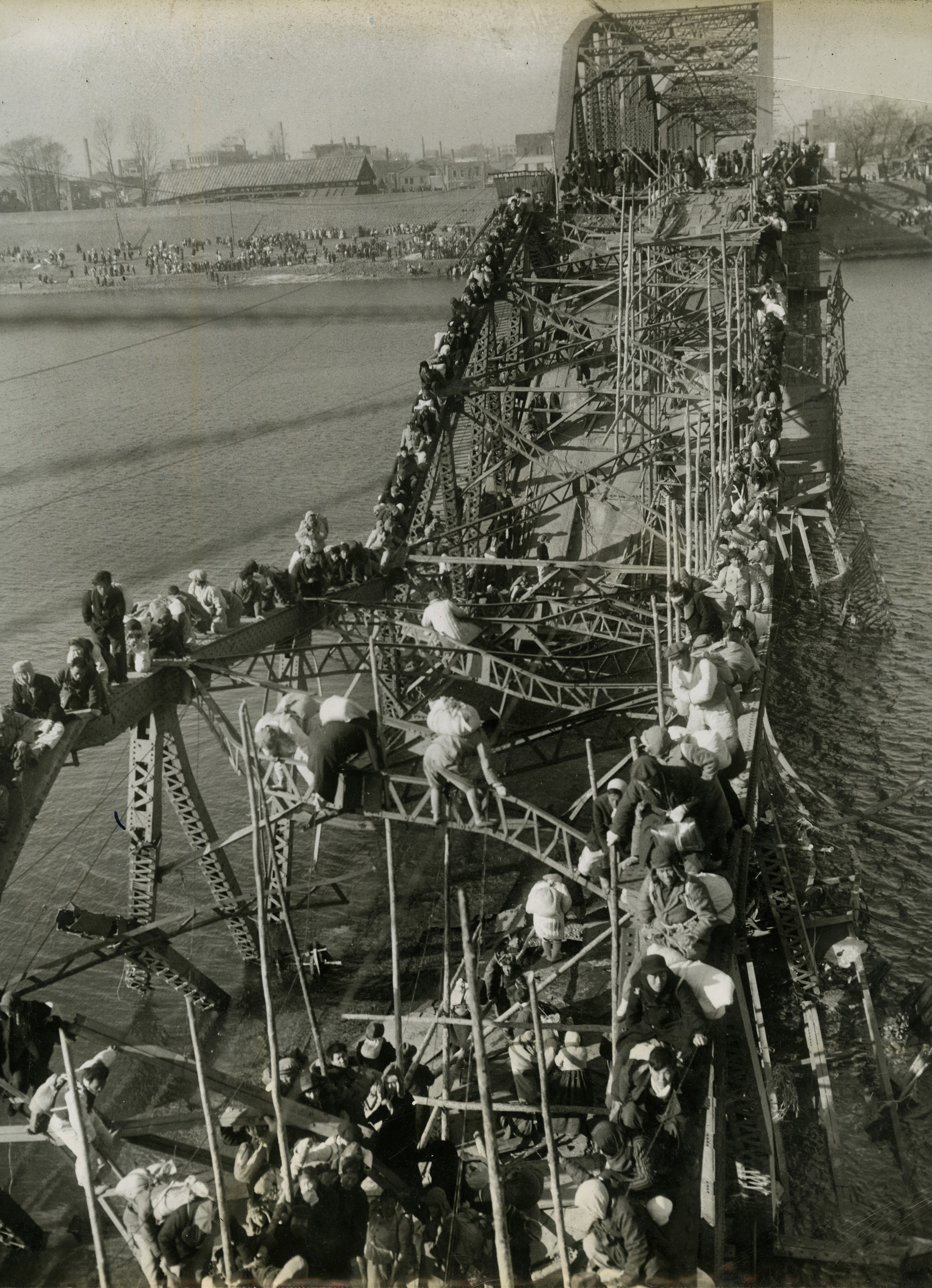
Flight of Refugees Across Wrecked Bridge in Korea, citato come opera esemplificativa del lavoro di Max Desfor

  - The Miami Herald e Brooklyn Eagle, per i loro reportage sulla criminalità organizzata pubblicati durante l'anno 1950.[3]
- Giornalismo locale:
  - Edward S. Montgomery, del San Francisco Examiner, per la sua serie di articoli sulle frodi fiscali che culminò in un'inchiesta all'interno del Bureau of Internal Revenue.
- Giornalismo nazionale:
  - Non assegnato.
- Giornalismo internazionale:
  - Keyes Beech e Fred Sparks, del Chicago Daily News, Homer Bigart e Marguerite Higgins, del New York Herald Tribune, Relman Morin e Don Whitehead, dell'Associated Press, per i loro reportage sulla guerra di Corea.
- Editoriale:
  - William Harry Fitzpatrick, del The New Orleans States, per la sua serie di editoriali che analizza e chiarisce un'importante questione costituzionale, descritta dal titolo generale della serie: Government by Treaty
- Vignetta editoriale:
  - Reginald W. Manning, del The Arizona Republic, per la vignetta intitolata Hats.
- Fotografia:
  - Max Desfor, dell'Associated Press, per il suo servizio fotografico sulla guerra di Corea, di cui un notevole esempio è rappresentato da Flight of Refugees Across Wrecked Bridge in Korea.

- Menzioni speciali
  - Cyrus L. Sulzberger, del The New York Times, per la sua intervista esclusiva con l'arcivescovo Aloysius Stepinac.
  - Arthur Krock, del The New York Times, per la sua intervista esclusiva con il Presidente Truman. In quanto membro del Consiglio consultivo dei premi Pulitzer, Krock non era idoneo a ricevere un premio, per questo, invece del premio per il miglior servizio di giornalismo nazionale, gli fu riservata una menzione speciale.

## Letteratura, drammaturgia e musica
- Narrativa:
  - The Town, di Conrad Richter (Knopf).
- Drammaturgia:
  - Non assegnato.
- Storia:
  - The Old Northwest, Pioneer Period 1815-1840, di R. Carlyle Buley (Indiana University Press).
- Biografie o Autobiografie:
  - John C. Calhoun: American Portrait, di Margaret Louise Coit (Houghton Mifflin).
- Poesia:
  - Complete Poems, di Carl Sandburg (Harcourt).
- Musica:
  - Musiche dell'opera Giants in the Earth, di Douglas Stuart Moore (Circle Blue).